# Skënderbeg (1918)
Skënderbeg – albański trałowiec (klasyfikowany też jako kanonierka) z okresu międzywojennego. Zamówiony został dla Kaiserliche Marine jako dwudziesta trzecia jednostka typu FM pod nazwą SMS FM 23, jednak nie zdążono go wykończyć przed końcem I wojny światowej. Został zwodowany w 1918 roku w stoczni Frerichswerft w Nordenham i w grudniu 1918 roku przyjęto go do służby, która trwała do grudnia 1919 roku. W 1922 roku jednostka została zakupiona przez Albanię i weszła w tym samym roku w skład Marynarki Wojennej. Okręt został skreślony z listy floty w 1935 roku.

## Projekt i budowa
SMS FM 23 był jednym z kilkudziesięciu małych przybrzeżnych trałowców typu FM (niem. Flachgehende Minensuchboote), będących zmniejszoną wersją pełnomorskich trałowców typu M.
FM 23 zbudowany został w stoczni Frerichswerft w Nordenham na zamówienie Kaiserliche Marine. Został zwodowany w 1918 roku, a do służby wszedł już po zakończeniu działań wojennych, 25 grudnia 1918 roku .

## Dane taktyczno-techniczne
Okręt był małym, wykonanym ze stali przybrzeżnym trałowcem. Długość całkowita wynosiła 43 metry (41,8 m na konstrukcyjnej linii wodnej), szerokość 6 metrów i zanurzenie 1,4 metra (maksymalne 1,68 metra). Wyporność standardowa wynosiła 170 ton, zaś pełna 193 tony. Okręt napędzany był przez maszynę parową potrójnego rozprężania o mocy 600 koni mechanicznych (KM), do której parę dostarczał jeden kocioł typu Marine. Dwuśrubowy układ napędowy pozwalał osiągnąć prędkość 14 węzłów. Okręt zabierał zapas 32 ton węgla, co zapewniało zasięg wynoszący 650 Mm przy prędkości 14 węzłów.
Pierwotne uzbrojenie jednostki stanowiło jedno działo pokładowe kal. 88 mm L/30 C/08. Wyposażenie uzupełniał trał; okręt był też przystosowany do stawiania min. Załoga okrętu składała się z 35 oficerów, podoficerów i marynarzy.

## Służba
Po wycofaniu okrętu ze służby w Kaiserliche Marine w grudniu 1919 roku, trałowiec został zakupiony przez Albanię (wraz z bliźniaczą jednostką „Shqipnia”) i w 1922 roku wcielono go do służby w Marynarce Wojennej Albanii pod nazwą „Skënderbeg”. Okręt był klasyfikowany jako kanonierka. Jednostka została skreślona z listy floty w 1935 roku .